# Mulher-Aranha (DFE)
Mulher-Aranha (Spider-Woman, no original, em inglês) é uma série de desenho animado, criado pelos estúdios DePatie-Freleng Enterprises. Estreou nos EUA em 22 de setembro de 1979.
Jessica Drew é uma jornalista que recebe uma transfusão de sangue e adquire habilidades e poderes semelhantes à de uma aranha. Nas horas em que não está trabalhando na revista "Justice", combate o crime como a Mulher-Aranha.

## Lista de episódios
| n° | Títulos dos Estados Unidos   | Títulos no Brasil          |
| 01 | Pyramids of Terror           | Pirâmides do Terror.       |
| 02 | Realm of Darkness            | Reino da Escuridão.        |
| 03 | The Amazon Adventure         | Aventura no Amazonas       |
| 04 | The Ghost Vikings            | Os Fantasmas Vikings       |
| 05 | The Kingpin Strikes Again    | Kingpin Ataca de Novo      |
| 06 | The Lost Continent           | Continente Perdido         |
| 07 | The Kongo Spider             | A Aranha do Kongo          |
| 08 | Games of Doom                | O Jogo Final               |
| 09 | Shuttle to Disaster          | Nave Para o Desastre       |
| 10 | Dracula's Revenge            | A Vingança de Drácula      |
| 11 | The Spider-Woman and the Fly | A Mulher Aranha e a Mosca  |
| 12 | Invasion of the Black Hole   | A Invasão do Buraco Negro  |
| 13 | The Great Magini             | O Grande Magini            |
| 14 | A Crime In Time              | Um Crime no Tempo          |
| 15 | Return of the Spider-Queen   | O Retorno da Rainha Aranha |
| 16 | A Deadly Dream               | Um Sonho Mortal.           |

## Ficha técnica
- Distribuição: United Artists
- Direção: Bob Richardson, Gerry Chiniquy, Sid Marcus, Dave Detiege
- Produção: Lee Gunther, David H. DePatie e Friz Freleng
- Animação: Lee Halpern, Tom Ray, Bob Bransford, Bob Kirk, Walter Kubiak, Art Vitello, John Gibbs, Bernard Posner, Bob Bemiller, Jim Keeshen, Mark Glamack, Tiger West, Ron Myrick, Bob Richardson
- Roteirista: Jeffrey Scott
- Data de estréia: 8 de agosto de 1979
- Colorido

## Dubladores

### No Brasil[2]
- Mulher-Aranha / Jessica Drew: Vera Miranda
- Billy: Fábio Lucindo e Nizo Neto